# Michael Lang
Michael Lang (Egnach, Thurgau kanton, 1991. február 8. –) svájci válogatott labdarúgó, hátvéd.

## Sikerei, díjai
Grasshoppers
- Svájci Kupa
  - Győztes (1): 2012–13

 Basel
- Super League
  - Bajnok (2): 2015–16, 2016–17

- Svájci Kupa
  - Győztes (1): 2016–17